# Liste der Bahnhöfe im Landkreis Diepholz
Die Liste enthält die Bahnhöfe im Landkreis Diepholz. Sowohl Aktive als auch stillgelegte Bahnhöfe bzw. alle jemals existierten Haltestellen für Schienenverkehr werden gelistet.

## Bahnhöfe und Haltepunkte

### Bahnstrecke Wanne-Eickel–Hamburg
| Bahnhof              | Ort         | Bild | Beschreibung              |
| -------------------- | ----------- | ---- | ------------------------- |
| Haltepunkt Dreye     | Dreye       |      | - Aktiv                   |
| Bahnhof Kirchweyhe   | Kirchweyhe  |      | - Aktiv                   |
| Haltepunkt Barrien   | Barrien     |      | - Aktiv                   |
| Bahnhof Syke         | Syke        |      | - Aktiv                   |
| Haltepunkt Bramstedt | Bramstedt   |      | - Aktiv                   |
| Bahnhof Bassum       | Bassum      |      | - Aktiv                   |
| Bahnhof Twistringen  | Twistringen |      | - Aktiv                   |
| Bahnhof Drentwede    | Drentwede   |      | - Aktiv (Betriebsbahnhof) |
| Bahnhof Barnstorf    | Barnstorf   |      | - Aktiv                   |
| Bahnhof Drebber      | Drebber     |      | - Aktiv (Betriebsbahnhof) |
| Bahnhof Diepholz     | Diepholz    |      | - Aktiv                   |
| Bahnhof Lembruch     | Lembruch    |      | - Aktiv (Betriebsbahnhof) |
| Bahnhof Lemförde     | Lemförde    |      | - Aktiv                   |

### Bahnstrecke Bünde–Bassum
| Bahnhof              | Ort          | Bild | Beschreibung  |
| -------------------- | ------------ | ---- | ------------- |
| Bahnhof Bassum       | Bassum       |      | - Aktiv       |
| Bahnhof Apelstedt    | Apelstedt    |      | - Stillgelegt |
| Bahnhof Neuenkirchen | Neuenkirchen |      | - Stillgelegt |
| Bahnhof Scholen      | Scholen      |      | - Stillgelegt |
| Bahnhof Schwaförden  | Schwaförden  |      | - Stillgelegt |
| Bahnhof Sulingen     | Sulingen     |      | - Stillgelegt |
| Bahnhof Barenburg    | Barenburg    |      | - Stillgelegt |
| Bahnhof Varrel       | Varrel       |      | - Stillgelegt |
| Bahnhof Ströhen      | Ströhen      |      | - Stillgelegt |

### Bahnstrecke Nienburg–Diepholz
| Bahnhof                      | Ort           | Bild | Beschreibung  |
| ---------------------------- | ------------- | ---- | ------------- |
| Bahnhof Diepholz             | Diepholz      |      | - Aktiv       |
| Bahnhof St. Hülfe            | Sankt Hülfe   |      | - Stillgelegt |
| Bahnhof Rehden-Wetschen      | Rehden        |      | - Stillgelegt |
| Bahnhof Hemsloh              | Hemsloh       |      | - Stillgelegt |
| Bahnhof Barver               | Barver        |      | - Stillgelegt |
| Bahnhof Freistatt            | Freistatt     |      | - Stillgelegt |
| Bahnhof Wehrbleck            | Wehrbleck     |      | - Stillgelegt |
| Bahnhof Groß Lessen          | Groß Lessen   |      | - Stillgelegt |
| Bahnhof Sulingen             | Sulingen      |      | - Stillgelegt |
| Bahnhof Mellinghausen        | Mellinghausen |      | - Stillgelegt |
| Bahnhof Siedenburg           | Siedenburg    |      | - Stillgelegt |
| Bahnhof Harbergen-Staffhorst | Harbergen     |      | - Stillgelegt |

### Bahnstrecke Bremen–Thedinghausen
| Bahnhof                | Ort        | Bild | Beschreibung  |               |
| ---------------------- | ---------- | ---- | ------------- | ------------- |
| Bahnhof Moordeich      | Moordeich  |      | - Stillgelegt |               |
| Bahnhof Stuhr          | Stuhr      |      |               | - Stillgelegt |
| Bahnhof Brinkum        | Brinkum    |      | - Stillgelegt |               |
| Bahnhof Erichshof      | Erichshof  |      | - Stillgelegt |               |
| Bahnhof Leeste         | Leeste     |      | - Stillgelegt |               |
| Bahnhof Kirchweyhe-Ort | Kirchweyhe |      | - Stillgelegt |               |
| Bahnhof Sudweyhe       | Sudweyhe   |      | - Stillgelegt |               |

### Bahnstrecke Syke–Eystrup
| Bahnhof                        | Ort                | Bild | Beschreibung                |
| ------------------------------ | ------------------ | ---- | --------------------------- |
| Bahnhof Syke-Stadt             | Syke               |      | - nur touristischer Verkehr |
| Bahnhof Steimke                | Steimke            |      | - nur touristischer Verkehr |
| Bahnhof Heiligenfelde          | Heiligenfelde      |      | - nur touristischer Verkehr |
| Bahnhof Wachendorf             | Wachendorf         |      | - nur touristischer Verkehr |
| Bahnhof Süstedt                | Süstedt            |      | - nur touristischer Verkehr |
| Bahnhof Uenzen                 | Uenzen             |      | - nur touristischer Verkehr |
| Bahnhof Berxen                 | Berxen             |      | - nur touristischer Verkehr |
| Bahnhof Bruchhausen-Vilsen     | Bruchhausen-Vilsen |      | - nur touristischer Verkehr |
| Bahnhof Bruchhausen Marktplatz | Bruchhausen-Vilsen |      | - nur touristischer Verkehr |
| Bahnhof Bruchhausen Ost        | Bruchhausen-Vilsen |      | - nur touristischer Verkehr |
| Bahnhof Gehlbergen             | Gehlbergen         |      | - nur touristischer Verkehr |

### Bahnstrecke Bruchhausen-Vilsen–Asendorf
| Bahnhof                    | Bild | Beschreibung                |
| -------------------------- | ---- | --------------------------- |
| Bahnhof Bruchhausen-Vilsen |      | - nur touristischer Verkehr |
| Haltestelle Vilsen-Ort     |      | - nur touristischer Verkehr |
| Haltestelle Wiehe-Kurpark  |      | - nur touristischer Verkehr |
| Haltestelle Vilser Holz    |      | - nur touristischer Verkehr |
| Haltestelle Heiligenberg   |      | - nur touristischer Verkehr |
| Haltestelle Klosterheide   |      | - nur touristischer Verkehr |
| Haltestelle Arbste         |      | - nur touristischer Verkehr |
| Haltestelle Asendorf       |      | - nur touristischer Verkehr |

- Karte mit allen Koordinaten:
- OSM |
- WikiMap